# Landente mit Haube

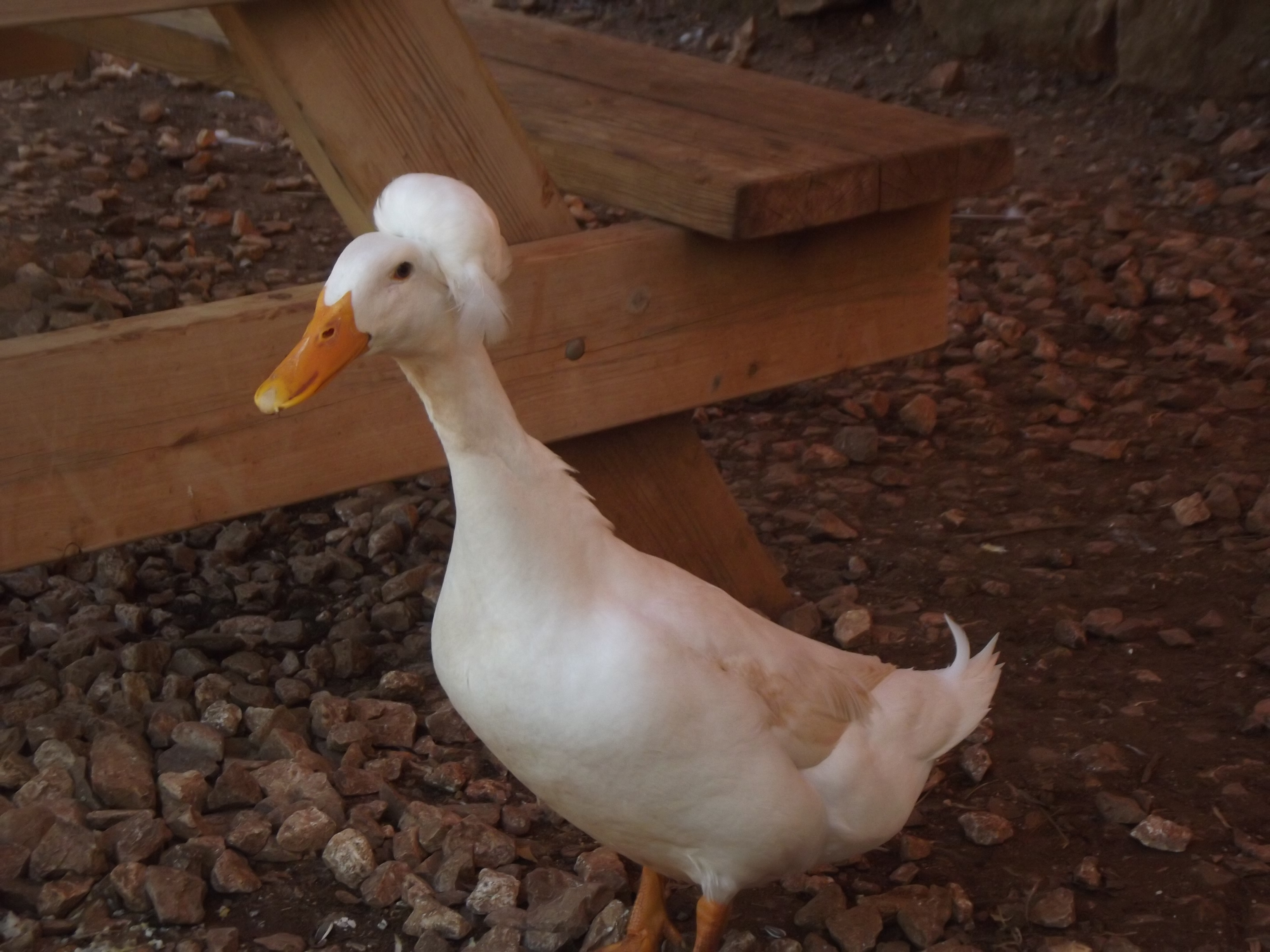
Landente mit Haube

Die Landente mit Haube (Anas domestica cristata oder Anas platyrhynchos f. domestica) oder Haubenente  gilt als eine der ältesten Entenrassen Deutschlands.

## Geschichte und Verbreitung
Die Landente mit Haube ist eine Mutationsform der Landente, die seit Jahrhunderten in Europa bekannt ist und zu den ältesten Entenrassen überhaupt zählt. Bei der Landente mit Haube handelt es sich also keineswegs um eine Neuzüchtung. Sie ist bereits auf Gemälden aus dem siebzehnten Jahrhundert zu sehen, wie etwa von Melchior de Hondecoeter und Jan Steen. Außerdem werden Wilhelm Buschs Übeltäter Max und Moritz am Ende der Geschichte von einer Gruppe von Landenten mit Haube verzehrt. Hieraus lässt sich schließen, dass sie einen gewissen Stellenwert als Haustier eingenommen haben muss. 
In Deutschland sind Landenten mit Haube seit etwa 1800 bekannt. Die Stammformen dürften wohl vor allem in den Niederlanden und Deutschland verbreitet gewesen sein. Die Landente mit Haube sollte im Übrigen nicht mit anderen haubentragenden Entenrassen verwechselt werden, wie der Zwergente oder der Hochbrutflugente. 
Die Gesellschaft zur Erhaltung alter und gefährdeter Haustierrassen (GEH) führt die Landente mit Haube auf der Roten Liste und stuft den Bestand als stark gefährdet ein. Im Jahre 2016 gab es in Deutschland nurmehr 412 weibliche und 201 männliche Tiere (mit Haube sowie glattköpfig). Die Landente mit Haube ziert seit Jahrzehnten das Vereinslogo des Sondervereins der Entenzüchter Deutschlands.

## Merkmale
Bei der Landente handelt es sich um eine mittelgroße Ente mit auffallend S-förmigem Hals und fast waagerechter Körperhaltung. Bei der Landente mit Haube sitzt die Haube am Hinterkopf. Als Farbenschläge sind blau, gelb, schwarz, schwarz-gescheckt, schwarz mit weißem Latz, weiß, wildfarbig und wildfarbig-gescheckt bekannt. Die Ente ist aufgrund ihrer lebhaften und dennoch zutraulichen Art sehr beliebt. Ausgewachsene Erpel erreichen ein Gewicht von etwa 2,5 kg. Die Enten sind mit 2 kg etwas leichter. Die Legeleistung der Landente liegt bei etwa 50–60 Eiern pro Jahr, wobei die Eier ca. 60 g schwer und weiß (selten grünlich) sind.

## Haltung
Für Landenten mit Haube ist (wie für alle Entenrassen) ein frostfreier Stall mit einem Teich oder einer anderen Gelegenheit zum Schwimmen und Tauchen vorzuhalten. Sie eignen sich auch als Schneckenvertilger, wozu entsprechende Wasserstellen im Garten einzurichten sind.